# شهرستان ایگل (کلرادو)
شهرستان ایگل، کلرادو (به انگلیسی: Eagle County, Colorado) یک سکونتگاه مسکونی در ایالات متحده آمریکا است که در کلرادو واقع شده‌است.

## خصوصیات
شهرستان ایگل ۴٬۳۸۲٫۲۸ کیلومترمربع مساحت دارد.